# 다리야 두기나
다리야 알렉산드로브나 두기나(러시아어: Дарья Александровна Дугина, 1992년 12월 15일~2022년 8월 20일)는 러시아의 정치 활동가이자 언론인이었다. 러시아의 극우 정치 철학자이자 블라디미르 푸틴 러시아 대통령의 지지자인 알렉산드르 두긴의 딸로 두기나 본인도 정치적 견해를 공유했다.

## 어린 시절과 교육
1992년 12월 15일 모스크바에서 태어난 다리야 두기나는 알렉산드르 두긴과 그의 두 번째 아내이자 철학자인 나탈리야 멜렌티예바의 딸이었다. 2012/2013년 모스크바 국립 대학교에서 공부하는 동안 보르도 몽테뉴 대학교에서 고대 그리스 철학을 전공 인턴으로 일했다. 두기나는 2015년에 모스크바 국립 대학교 철학 학부에서 대학원 과정을 마쳤다.

## 경력
대학 졸업 후 그녀는 언론인으로 일하면서 국영 언론인 RT와 친크렘린 보수 채널인 차르그라드 TV에서 다리야 플라토노바(Дарья Платонова)라는 필명으로 글을 기고했다. 국제 유라시아 운동에 소속되어 정치 평론가로도 일했다.
2022년 3월 3일 미국 제재 목록에 추가한 미국 재무부에 따르면, 다리야 두기나는 푸틴의 동맹인 예브게니 프리고진이 소유하고 있는 유나이티드 월드 인터내셔널(United World International)이라는 허위 정보 웹사이트의 편집장으로, 그 웹사이트는 국가가 후원하는 바그너 집단을 통제한다. 동시에 두기나는 아버지의 언론비서관을 역임했다.

### 2022년 러시아의 우크라이나 침공
두기나는 2022년 러시아의 우크라이나 침공을 노골적으로 지지했다. 특히 두기나는 러시아군이 침공 당시 우크라이나 민간인을 대상으로 한 전쟁범죄를 연출했다고 주장했다. 2022년 6월, 두기나는 점령된 도네츠크와 마리우폴을 방문했다. 2022년 7월 4일, 두기나는 영국 정부로부터 제재를 받았으며, 영국 정부는 두기나를 "다양한 온라인 플랫폼에서 우크라이나 및 러시아의 우크라이나 침공과 관련된 허위 정보의 빈번하고 유명한 기여자"라고 비난했다. 두기나는 평범한 언론인이고 제재를 가해서는 안 된다고 답했다.

## 사망
두기나는 2022년 8월 20일 모스크바 외곽에 있는 볼시예뱌조미 마을에서 자신이 운전하던 차량이 폭발하면서 29세의 나이로 사망했다. 두기나는 예술 애호가를 위한 가족 축제로 지칭되는 연례 축제 "전통"에 참석한 후 모스크바로 향하고 있었다. 수사관들은 차량에 폭발 장치가 설치되어 있었다고 하였다. 두기나가 직접적인 표적이었는지, 아니면 두기나와 함께 동행할 예정이었으나 마지막 순간에 다른 차로 갈아타게 된 두기나의 아버지가 암살 시도의 진짜 표적인지 여부는 불분명하다.

### 반응
도네츠크 인민 공화국의 수장인 데니스 푸실린은 폭발의 배후에 우크라이나 당국이 있다고 주장했지만 우크라이나는 어떠한 개입도 부인했다.
현재 우크라이나에 망명 중인 러시아 두마의 전 의원인 일리야 포노마료프는 NRA라는 이름의 러시아 파르티잔 그룹이 이번 공격에 책임이 있다고 주장했다. 포노마료프는 NRA가 푸틴 정권을 전복하기 위해 러시아 내에서 활동하는 지하 조직이라고 하였다.

## 같이 보기
- 2023년 트베리주 항공기 추락 사고